# Колесніков Олександр Олександрович
Коле́сніков Олекса́ндр Олекса́ндрович (нар.30 серпня 1949, м. Котбус Німеччина)  — український політик, голова Полтавської обласної державної адміністрації (1998—1999).

## Біографія
Олександр Олександрович Колесніков народився 30 серпня 1949 року у місті Котбус (Німеччина). Трудову діяльність розпочав у 1966 році учнем електрика, електромонтером на заводі «Серп і Молот» у Харкові.
У 1972 році закінчив Харківський інститут радіоелектроніки.
Після служби в армії працював інженером, старшим інженером, головним інженером спеціалізованої виробничої дільниці.
З 1977 по 1989 рік — на партійній роботі. З 1989 по 1997 рік очолював виконком Червонозаводської райради (Харків).
З березня 1997 по червень 1998 року — заступник голови Харківської обласної державної адміністрації.
З 3 червня 1998 по 2 листопада 1999 року — голова Полтавської обласної державної адміністрації.
9 листопада 1999 року його було призначено першим заступником Міністра транспорту України. 9 листопада 2000 року його було звільнено із посади відповідним Указом Президента.
З 2000 по 2005 рік — працював заступником голови Харківської облдержадміністрації Євгена Кушнарьова.
Після відходу з адміністрації був помічником-консультантом народного депутата, промисловця Анатолія Гіршфельда, потім викладав в економічному університеті і був радником президента Української промислової енергетичної компанії, поки не прийшов на ЗАТ «Лозівський ковальсько-механічний завод» генеральним директором.
21 січня 2009 року повернувся на роботу в облдержадміністрацію заступником голови Харківської обласної державної адміністрації Авакова Арсена Борисовича. Через півроку вийшов на пенсію і заступником став Андрій Іванович Бесараб.
8 вересня 2009 року його було призначено генеральним директором ВАТ "Харківський електротехнічний завод «Укрелектромаш», підприємства, яке входить до індустріальної групи «УПЕК».

## Нагороди
- 30 серпня 1999 року нагороджений відзнакою Президента України — орденом «За заслуги» III ступеня[8].
- 26 лютого 2002 року нагороджений орденом «За заслуги» II ступеня[9].
- Почесний громадянин Харківської області (2013)[10].